# Huguette Burroughs
Pour les articles homonymes, voir Burroughs.
Huguette Burroughs, née en 1950 à L'Orignal en Ontario et décédée le 31 mars 2005, est une journaliste canadienne.

## Biographie
Très jeune, aveugle depuis l'âge de douze ans, elle signe des chroniques dans le journal Le Carillon de Hawkesbury. Elle perd la vue à l'âge de trente-deux ans.
C'est au Journal de Cornwall  (Cornwall) qu'elle a couvert la scène municipale pendant 30 ans. En plus de poursuivre une carrière de journaliste, elle a défendu les droits des francophones et des femmes.
En 1991, l'Office national du film du Canada coproduit un film documentaire sur Huguette Burroughs, journaliste aveugle qui écrit des articles pour Le Journal de Cornwall.
Lorsque la Cour divisionnaire de l’Ontario ordonne que l'hôpital Montfort reste ouvert, Huguette Burroughs salue dans un éditorial une décision « historique […] qui crée une première dans l'histoire du Canada ».
En 2023, lors d'un débat au Sénat du Canada, Bernadette Clement la cite dans une liste de femmes exemplaires, avec Jean Augustine, Mary Mack, Daurene Lewis et Cairine Wilson.

## Filmographie
- 1991 : Franchir la nuit, court-métrage d'Anne-Marie Cadieux.